# What Goes Around (Statik Selektah)
What Goes Around è il sesto album del produttore hip hop statunitense Statik Selektah, pubblicato nel 2014.
Il sito Metacritic gli assegna un punteggio di 84/100. Nella sua prima settimana, vende 3 818 copie negli USA salendo fino alla posizione numero 77 della Billboard 200.
| Recensione | Giudizio |
| ---------- | -------- |
| AllMusic   | [ 1 ]    |
| XXL        | [ 4 ]    |
| HipHopDX   | [ 5 ]    |
| Exclaim!   | [ 6 ]    |

## Tracce
1. What Goes Around (featuring Lil' Fame & Ea$y Money) – 2:19
2. Carry On (featuring Joey Badass & Freddie Gibbs) – 3:27
3. The Thrill Is Back (featuring Styles P & Talib Kweli) – 2:45
4. The Imperial (featuring Action Bronson, Royce Da 5'9" & Black Thought) – 4:14
5. All the Way (Pimp Hop) (featuring Snoop Dogg, Wais P, Ransom & CharlieRED) – 3:50
6. Back For You (featuring Dilated Peoples) – 3:02
7. Alarm Clock (featuring Ab-Soul, Jon Connor & Logic) – 3:25
8. My Time (featuring Black Dave, CJ Fly, Nyck Caution & Josh Xantus) – 3:15
9. Fugazi (featuring Sincere) – 2:27
10. Long Time (featuring Action Bronson) – 3:32
11. Drunk & High (featuring N.O.R.E., Termanology & Reks) – 3:41
12. The Chopper (featuring Jon Connor & Ransom) – 3:08
13. Down Like This (featuring Sheek Louch, Pharoahe Monch & Crooked I) – 4:29
14. Slum Villain (featuring Joey Badass) – 2:43
15. Heltah Selektah (featuring Heltah Skeltah) – 2:06
16. Overdose (featuring B-Real & JFK) – 2:53
17. Something To Cry For (featuring Boldy James) – 4:01
18. Rise Above (featuring Astro & Dessy Hinds) – 3:26
19. Get Away (featuring Joe Scudda & Colin Munroe) – 3:33
20. God Knows (featuring Bun B, Jared Evan & Posdnuos) – 5:40

## Classifiche
| Classifica (2014)         | Posizione massima |
| ------------------------- | ----------------- |
| Stati Uniti               | 77                |
| US Independent Albums     | 11                |
| US Top Rap Albums         | 7                 |
| US Top R&B/Hip-Hop Albums | 14                |